# CP série 2300
La CP série 2300 est une rame automotrice électrique.

## Sécurité
- Contrôle automatique de vitesse (CONVEL) : ABB Signal EBICAB 700
- Radio Sol-Train : Ascom/Sistel BG550 CP-N
- Hombre-Mort : Sifa-Deuta

## Disposition
- UQE (Unidade Quádrupla Eléctrica, Unité Quadruple Électrique) : M1+R+R+M2
- UM : Jusqu'à 3
- Disposition Interieur :
  - 316 places assises (pré-modernisation) et 332 pied (avec une capacité maximum de 984 voyageurs en surcharge)

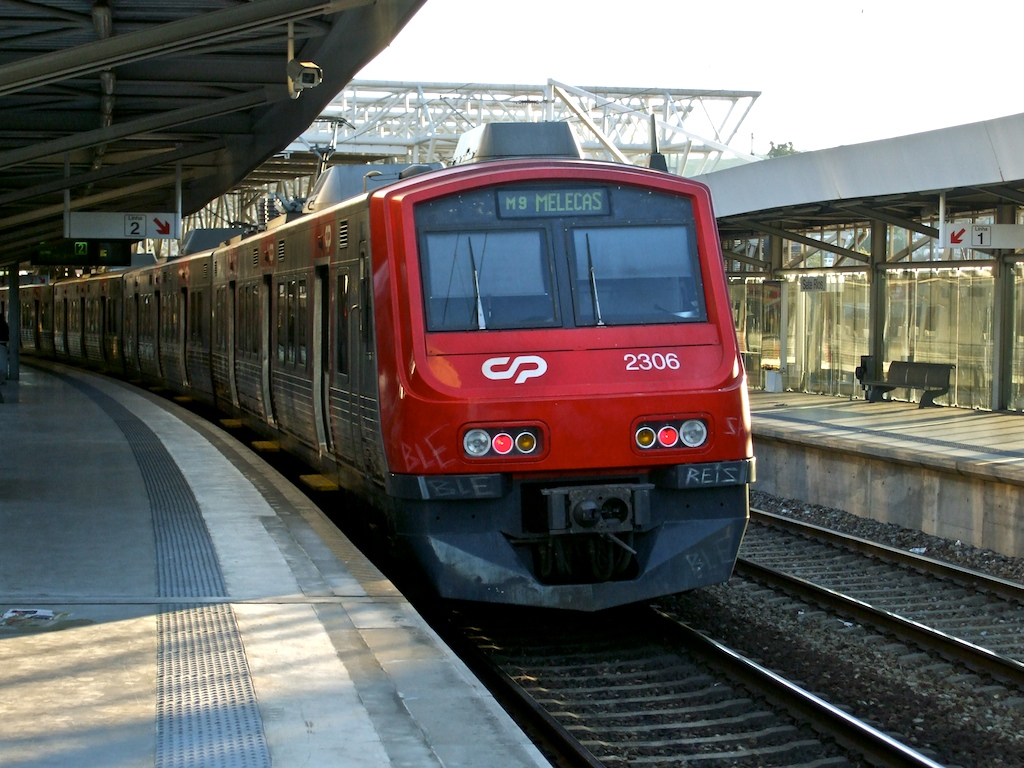
Une rame 2300 en gare de Sete Rios